# Сирдаринска област
Сирдаринска област (узб. Sirdaryo viloyati, Сирдарё вилояти) једна је од 12 области Узбекистана. Подељена је на 9 округа, а главни град области је Гулистан.